# 5 koron czechosłowackich (1925)

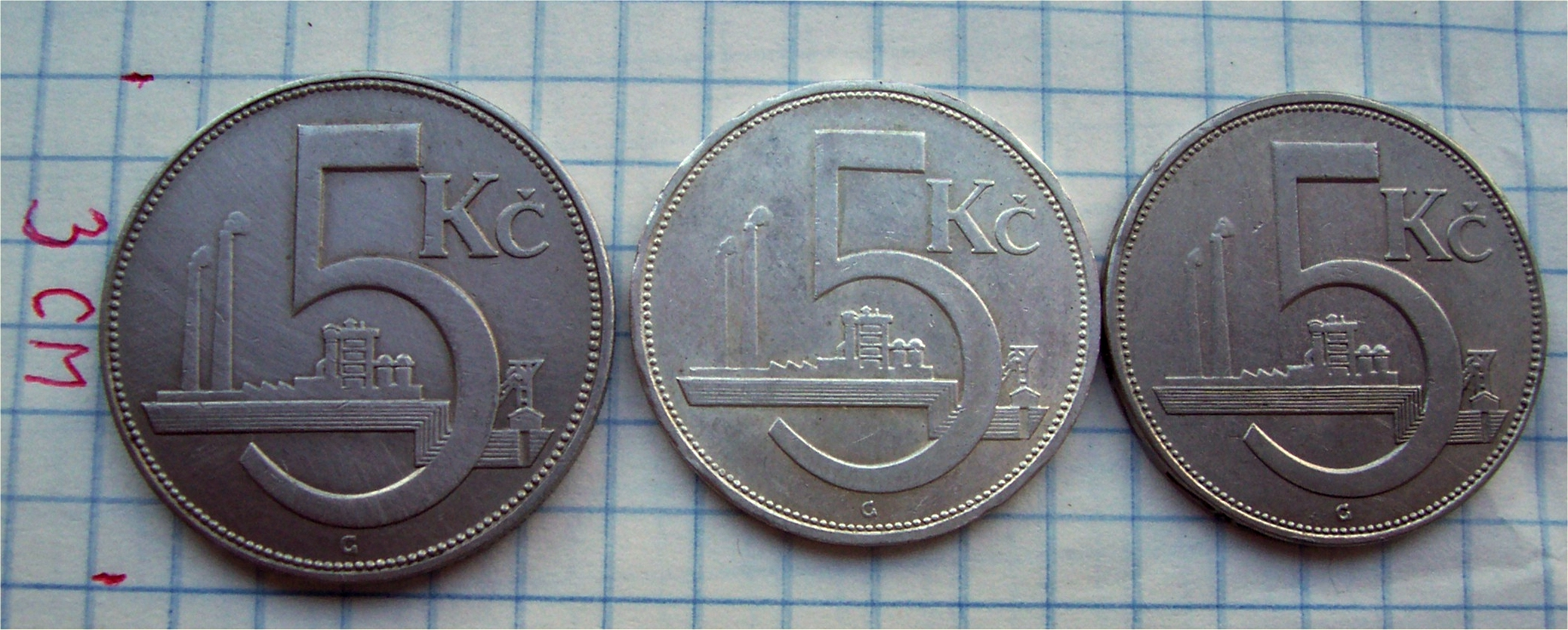
Rewersy trzech przedwojennych monet o nominale 5 Kč ułożone chronologicznie

5 koron (cz. 5 korun, słow. 5 korún) – czechosłowacka moneta obiegowa o nominale 5 koron wyemitowana w 1925 roku a wycofana ostatecznie w roku 1953. W tym czasie bita była w czterech różnych stopach metalu i trzech rozmiarach. Obie strony monety zostały zaprojektowane przez Ottona Gutfreunda.

## Wzór
W centralnej części awersu umieszczono pochodzące z małego herbu Czechosłowacji godło państwowe – heraldycznego wspiętego lwa w koronie o podwójnym ogonie. Na jego piersi znajdował się herb Słowacji – podwójny krzyż na trójwzgórzu. Poniżej umieszczono rok bicia (zapisany zewnętrznie), zaś wzdłuż otoku inskrypcję „REPUBLIKA ČESKOSLOVENSKÁ” (zapisaną wewnętrznie). Wzdłuż otoku umieszczono perełkowanie.
Niemal całą wysokość rewersu zajmował nominał, po którego prawej stronie zamieszczono dodatkowo oznaczenie „Kč” (element ten pominięto w wariancie z lat 50.). W tle znalazła się fabryka z dwoma wysokimi kominami oraz górniczą wieżą szybową. W dolnej części zamieszczono inicjał projektanta „G”, zaś wzdłuż otoku, podobnie jak na awersie zastosowano perełkowanie.

## Nakład
Podstawę prawną wydania monet o nominale pięciu koron stanowiła ustawa z 25 września 1924 r. o emisji pięciokoronówek. Początkowo monety wytwarzano z miedzioniklu (MN25 – 75% miedzi, 25% niklu), z krążków o masie 10 g (zgodnie z ustawą z kilograma surowca miało powstać 100 sztuk monet). Rozporządzeniem rządu z 17 czerwca 1925 r. przewidziano, że do obiegu w postaci monet o nominale 5 Kč zostanie wprowadzonych maksymalnie 200 mln koron. Wzór monet oraz ich średnicę (30 mm) ustalono wydanym tego samego dnia zarządzeniem Urzędu Bankowego przy Ministerstwie Finansów.
W ustawie z 22 czerwca 1928 r. o emisji drobnych monet zapisano, że monety pięciokoronowe bite będą ze srebra (próba 500 – 50% srebra i 50% miedzi). Zgodnie z rozporządzeniem rządu z 19 września 1928 r. zachowano dotychczasowy wygląd tak awersu, jak i rewersu monety. Jednocześnie przyjęto, że nowy typ będzie miał 27 mm średnicy, a wybijany będzie z ważących 7 g srebrnych krążków. W przeciwieństwie do ząbkowanego dotąd rantu, przewidziano zastosowanie krawędzi gładkiej z ozdobnymi wklęsłymi żłobieniami w kształcie naprzemiennych fal i krzyżyków (〜 × 〜). Monety te trafiły do obiegu 18 września 1928 r. i początkowo pozostawały w obrocie równolegle do „starych”, miedzioniklowych pięciokoronówek. Te ostatnie utraciły status oficjalnego środka płatniczego z końcem września 1931 roku.
Dnia 11 marca 1937 r. uchwalono nowelizację ustawy o dalszej emisji drobnych pieniędzy. Wskazano w niej, że odtąd monety o nominale 5 Kč bite być mają z czystego cynku. Zachowano wcześniejszy wygląd zewnętrzny monet – ich wzór i średnicę. Jednocześnie z uwagi na różny ciężar stosowanych surowców, krążki z jakich bite były nowe monety, ważyły 8 g (z jednego kilograma metalu bitych być miało 125 monet).
W przedwojennej Czechosłowacji wybito łącznie nieco ponad 75 mln sztuk pięciokoronówek (30 mln miedzioniklowych, 28 mln srebrnych i  17,2 mln niklowych). Ponadto już po upadku Czechosłowacji, w 1939 i 1940 roku kremnicka mennica korzystając ze starych stempli wyemitowała blisko 3,4 mln monet na potrzeby Protektoratu Czech i Moraw oraz 90 tys. dla Republiki Słowackiej. Na Słowacji monety te wycofano z obiegu 1 grudnia 1939 roku, w Protektoracie zaś 31 lipca 1941 roku. Czesko-morawskie zarządzenie dotyczyło jednak wyłącznie monet wykonanych z niklu, podczas gdy żadnym aktem prawnym nie zdemonetyzowano egzemplarzy wykonanych ze srebra.
Tuż po zakończeniu II wojny zarządzeniem Ministra Finansów z 4 lipca 1945 r. ponownie dopuszczono do obrotu przedwojenne niklowe monety o nominale 5 Kč. Pozostawały one w obrocie jedynie do końca maja 1947 roku, kiedy to wyemitowano nową monetę, o nominale 2 Kčs. Z kolei w roku 1951 przystąpiono do bicia próbnych serii nowej edycji pięciokoronówek które miały w obiegu zastąpić monety dwukoronowe. Początkowo jako materiał wykorzystywano czysty glin, jednak ostatecznie zdecydowano się na duraluminium (stop aluminium zawierający 96% glinu, 3% miedzi, 0,5% manganu i 0,5% magnezu). Moneta miała średnicę 23,5 mm – taką samą, jak w przypadku monet 2 Kčs – oraz ząbkowaną krawędź. Emisję przewidziano na przełom lutego i marca 1952 roku, jednak nigdy do niej nie doszło z uwagi na zaawansowane prace nad reformę walutową wprowadzoną ostatecznie rok później. W roku 1952 wybito 40 mln aluminiowych monet, kolejnych 50 mln przewidzianych było na rok 1953 (najprawdopodobniej na początku roku wytworzono 715 tys. sztuk przy wykorzystaniu stempla z roku poprzedniego). Poza nielicznymi wyjątkami cały nakład monet wykonanych z aluminium został przetopiony w maju 1954 roku.
Wraz z wejściem w życie reformy walutowej 1 czerwca 1953 r. wycofano wszystkie dotychczas pozostające w obiegu monety, w tym srebrną pięciokoronówkę, która formalnie nigdy wcześniej nie została zdemonetyzowana.
| rok  | nakład     | stop          |       |                    |
| ---- | ---------- | ------------- | ----- | ------------------ |
| 1925 | 16 474 500 | miedzionikiel | [ e ] | [ 6 ]              |
| 1926 | 8 912 000  | miedzionikiel |       | [ 1 ] [ 6 ]        |
| 1927 | 4 613 500  | miedzionikiel | [ e ] | [ 6 ]              |
|      |            |               |       |                    |
| 1928 | 1 710 000  | srebro        |       | [ 2 ] [ 6 ]        |
| 1929 | 12 861 000 | srebro        |       | [ 2 ] [ 6 ]        |
| 1930 | 10 429 000 | srebro        |       | [ 2 ] [ 6 ]        |
| 1931 | 2 000      | srebro        |       | [ 2 ] [ 6 ]        |
| 1932 | 1 000      | srebro        |       | [ 2 ] [ 6 ]        |
|      |            |               |       |                    |
| 1937 | 36 000     | nikiel        |       | [ 3 ] [ 6 ]        |
| 1938 | 17 200 000 | nikiel        | [ e ] | [ 6 ]              |
| 1939 | 1 485 000  | nikiel        |       | [ 19 ]             |
| 1940 | 2 000      | nikiel        |       | [ 19 ]             |
|      |            |               |       |                    |
| 1952 | 40 000     | aluminium     | [ f ] | [ 4 ] [ 6 ] [ 25 ] |
| 1953 | 715 000    | aluminium     | [ f ] | [ 4 ] [ 6 ] [ 25 ] |